# タイペイ・タイムズ
『タイペイ・タイムズ』（英語：Taipei Times、繁体字中国語：台北時報）は、中華民国（台湾）の英字紙である。1999年6月15日に創刊された。公称部数は28万5,130部（2002年10月）である。台湾の中国語紙『自由時報』の姉妹紙で、同じく泛緑連盟寄りである。紙面は平日・土曜日が20ページ、日曜日が24ページ。